# Typhloscaris descarpentriesi
Typhloscaris descarpentriesi – gatunek chrząszcza z rodziny biegaczowatych, podrodziny Scritinae i plemienia Scaritini.

## Taksonomia
Gatunek opisany w 1972 przez Pierre'a Basilewsky'ego na podstawie pojedynczego okazu samicy. Drugi okaz, również samicę, odłowiono w 2004 7 km na południe od Imahy. Samiec pozostaje nieodkryty.

## Występowanie
Gatunek ten jest endemitem Madagaskaru, gdzie znany jest wyłącznie z gór Anosyenne.